# Burmaduva
Burmaduva (Streptopelia xanthocycla) är en fågel i familjen duvor inom ordningen duvfåglar.

## Utseende
Burmaduvan mäter 30–32 cm och är mycket lik turkduvan. Den tydligaste skillnaden är att den adulta fågeln har en bred gul orbitalring runt ögat och att den i sin helhet är mer kontrastrik i fjäderdräkten. Den har mörkare grått huvud och pannan är grå och inte vitgrå, som hos turkduvan. Undersidan är också tydligare rosafärgad och något mörkare, och den har längre stjärt vilket gör att de yttre stjärtfjädrarna visar mer vitt.
Lätet skiljer sig något. Den har visserligen har samma rytm och struktur men startar på en högre ton och slutar på en lägre.

## Utbredning och systematik
Fågeln förekommer endast på torra slätter i Myanmar. Fynd från östra Kina tros alla vara turkduvor. Den är förmodligen till största delen en stannfågel.

### Artstatus
Burmaduva behandlades tidigare som underart till turkduva (Streptopelia decaocto) men urskiljs allt oftare som egen art.

## Ekologi
I sitt utbredningsområde är den vanlig i torra områden, och återfinns vanligtvis i öppna biotoper och i odlingar i närheten av byar. Dess föda och häckningsbeteende överensstämmer förmodligen med turkduvans.

## Status och hot
Arten har ett stort utbredningsområde och tros öka i antal. Internationella naturvårdsunionen IUCN listar den därför som livskraftig (LC).